# St. Marien (Köln-Weiden)

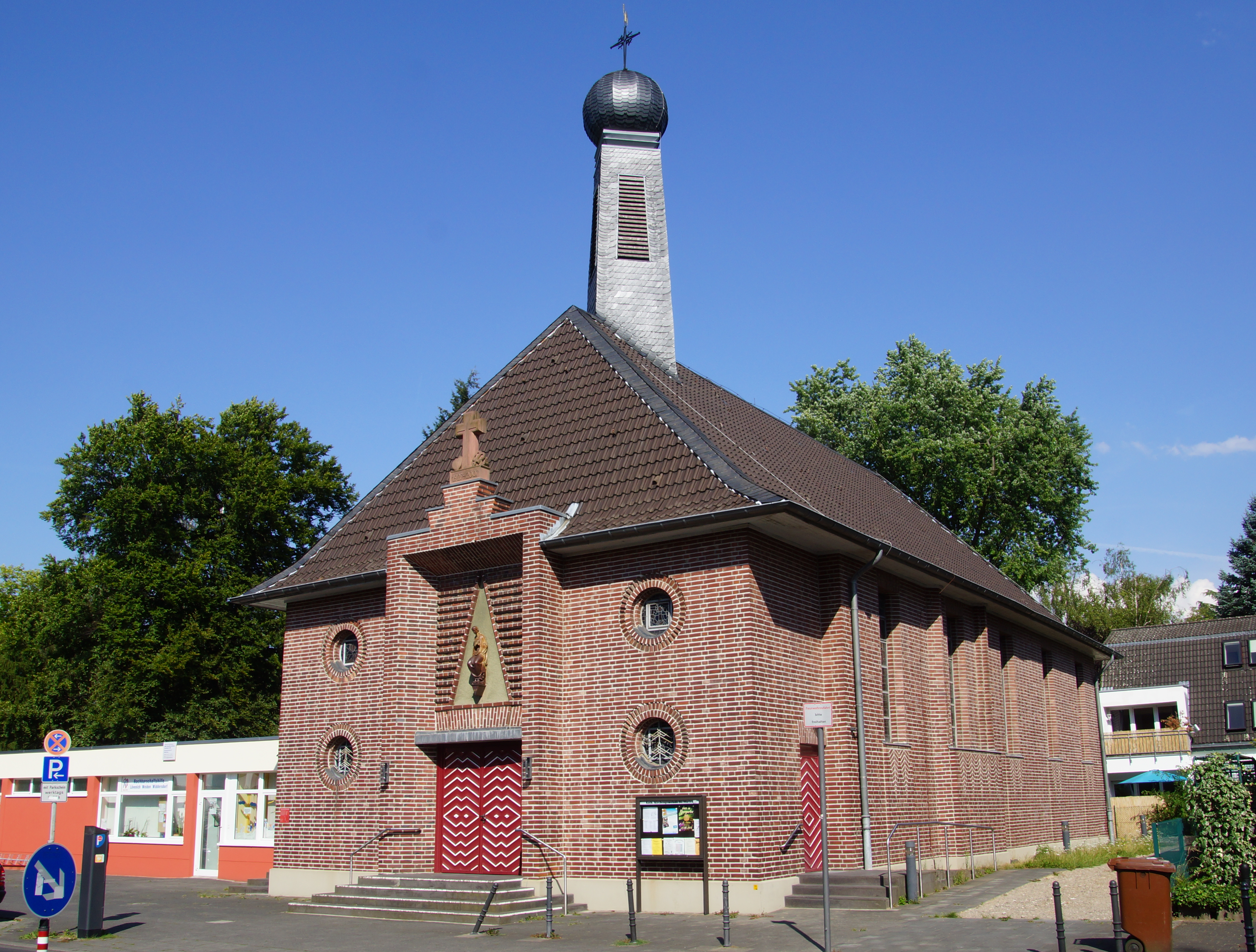
Außenansicht

St. Marien ist eine katholische Pfarrkirche im Kölner Stadtteil Weiden, die 1927 nach Plänen des Architekten Alois Böll und Otto Neuhaus erbaut und ab 1927 genutzt wurde. Die Kirche ist seit 1983 denkmalgeschützt und gilt in seinem Außenbau als ein nahezu unverändert erhaltenes Beispiel der Architektur des rheinischen Expressionismus der 1920er Jahre.

## Geschichte
Weiden gehörte bis weit ins 20. Jahrhundert hinein zur Bürgermeisterei Lövenich im Landkreis Köln. Auch die Katholiken in Weiden gehörten zur Kirchengemeinde Lövenich, gründeten aber 1903 einen eigenen Kirchbauverein.
Der 1927 durch das Architekturbüro Böll und Neuhaus errichtete Kirchenbau war aufgrund der wirtschaftlichen Situation eher als Notkirche konzipiert. Er wurde ab 2. Oktober 1927 für Gottesdienste genutzt. Von 1930 bis 1963 war St. Marien Rektoratspfarre, bis sie auch rechtlich zur Pfarrgemeinde erhoben wurde.
Nach dem Zweiten Weltkrieg wurden 1947 Schäden am Bau repariert; eine umfassende Sanierung erfolgte dann im Nachgang zum Zweiten Vatikanischen Konzil.
Am 9. März 1983 wurde St. Marien unter der Nummer 1336 in die Denkmalliste der Stadt Köln aufgenommen.

## Baubeschreibung

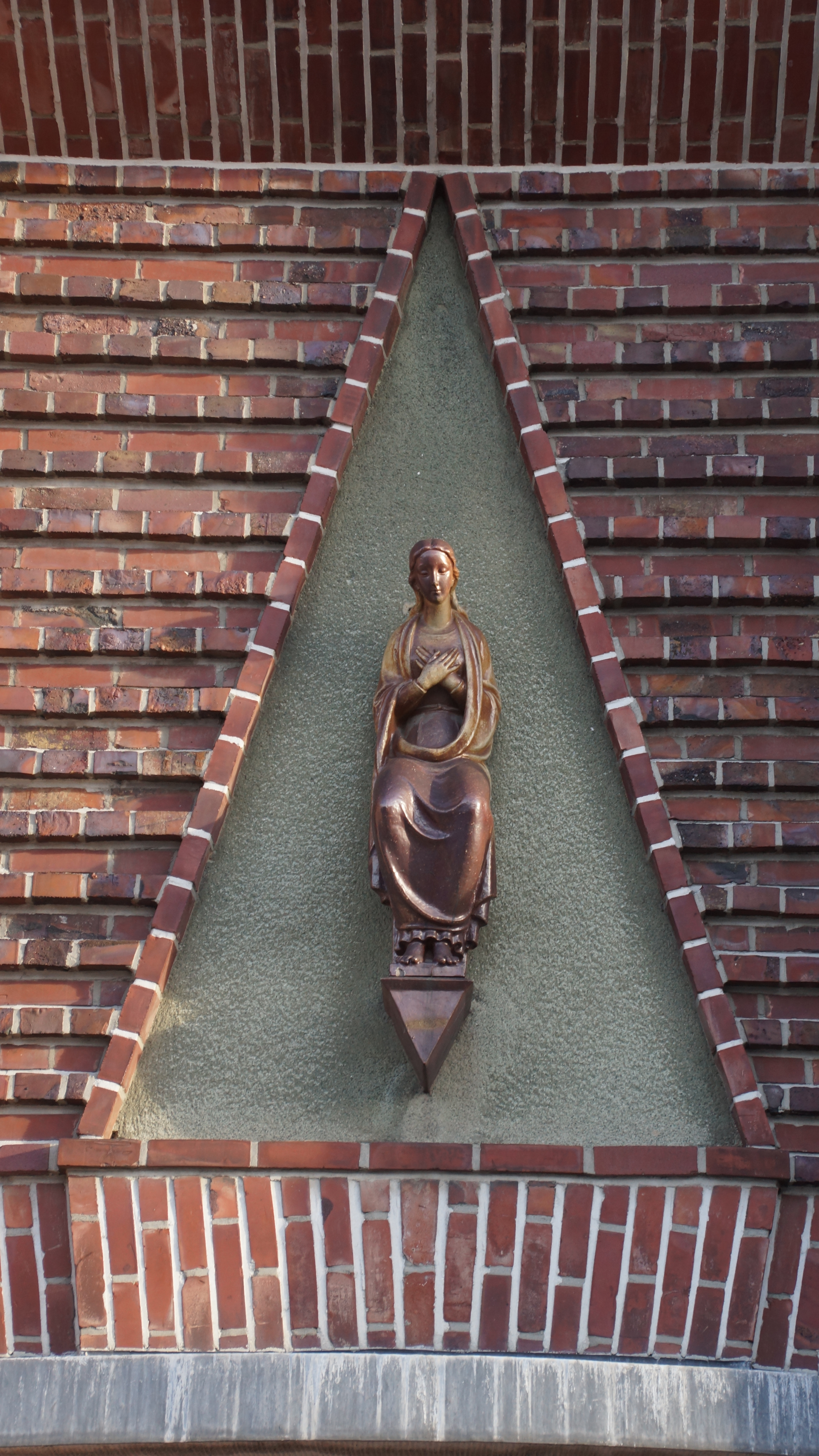
Madonnenfigur über dem Eingangsportal

Es handelt sich um einen kleinen, ursprünglich freistehenden Saalbau mit kleinem, aber markanten Dachreiter, der mit seiner Eingangsseite in einer Flucht mit benachbarten Wohnhäusern steht. Einerseits der Tradition schlichter Dorfkirchen verpflichtet, ist sie andererseits ein gut erhaltenes Beispiel der Architektur des rheinischen Expressionismus der 1920er Jahre.
Neben dem Dachreiter ist die im Eingangsbereich verbaute, zweigeschossige Portalrahmung das auffälligste Element. Es überragt ein wenig die Traufe des einfachen Walmdaches, das sich über Vorhalle und Saal erstreckt und ist im Obergeschoss mit horizontalen Ziegelstreifen versehen, in deren Mitte eine Madonnenfigur in dreieckiger Rahmung steht. Rechts und links vom Portal öffnen sich je zwei übereinanderliegende Rundfenster mit markanter Backsteineinfassung. Die rote Holztür ist im Original erhalten.
Auf der gegenüberliegenden Seite des Baus schließt sich ein schmaler Choranbau an mit eigenem – niedrigeren – Walmdach an.
Das weiß verputzte Innere ist „einem Traditionalismus neobarocker Prägung verpflichtet“. Hinter dem niedrigen Eingangsraum unter der Orgelempore öffnet sich der fünfjochige Kirchensaal, der durch gekragte Wandpfeiler gegliedert wird. Aus dem zentralen Tonnengewölbe öffnen sich die Wände durch Stichkappen zu den seitlichen Fenstern.
Einige Stufen bilden den Übergang aus dem Kirchensaal in den erhöht und zurückliegenden Chor, dessen Öffnung dunkel gerahmt ist und der durch zwei seitliche Rundfenster belichtet wird. An den beiden Wänden rechts und links vor dem Chor sind noch die Standorte der vorkonziliaren Seitenaltäre mit ihren Strukturen erkennbar, wo inzwischen Tabernakel und Marienfigur angebracht sind.

## Ausstattung
Die Innenraumgestaltung ist 1966 den Anforderungen des Zweiten Vatikanischen Konzils angepasst worden, es wurden allerdings einzelne Elemente wiederverwendet: Aus dem ehemaligen Hochaltar wurden Teile für das Taberkakel umgenutzt, das alte Kreuz des Hochaltars ist auch das aktuelle Altarkreuz. Letzteres schuf der Bildhauer Eduard Schmitz 1927. Der eigentliche Altartisch ist aus der Nachkriegszeit und stammt von Sepp Hürten.
Osterleuchter und das Ewige Licht von stammen ebenfalls noch aus der Originalbauzeit, ebenso wie die Statue einer sitzenden Madonna von 1926 von Franz Albermann.
Alle Fenster stammen von dem expressionistischen Künstler Fritz Schaefler aus dem Jahr 1927 und sind zu einem großen Teil im Original erhalten; zum Teil wurden sie 1948 mit Kathedralglas erneuert. Die vier Rundfenster in der Portalwand zeigen Heiligenporträts, während die seitlichen Fenster Sätze des Vaterunsers illustrieren. Die Motive der Chorfenster sind ein Pelikan, der seine Jungen mit seinem Blut nährt (als Christussymbol) sowie die Symbole der Eucharistie – einen Kelch mit Hostie, Ähren und Trauben als Symbole für Brot und Wein.
Eine Glocke des zweistimmigen Geläuts aus der Glockengießerei Mabilon von 1927 wurde durch Kriegseinwirkung zerstört und 1956 von derselben Gießerei erneuert. Die Schlagtöne sind d2–f2.

### Anmerkung
1. ↑  Bei Fußbroich weicht hier die Angabe der Schlagtöne von denen des Glockenbuches ab: cis1 und e1

Koordinaten: 50° 56′ 22,7″ N, 6° 50′ 1,6″ O